# 總機

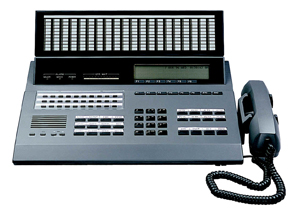
內含電子式轉接總機的電話，常見於企業辦公室

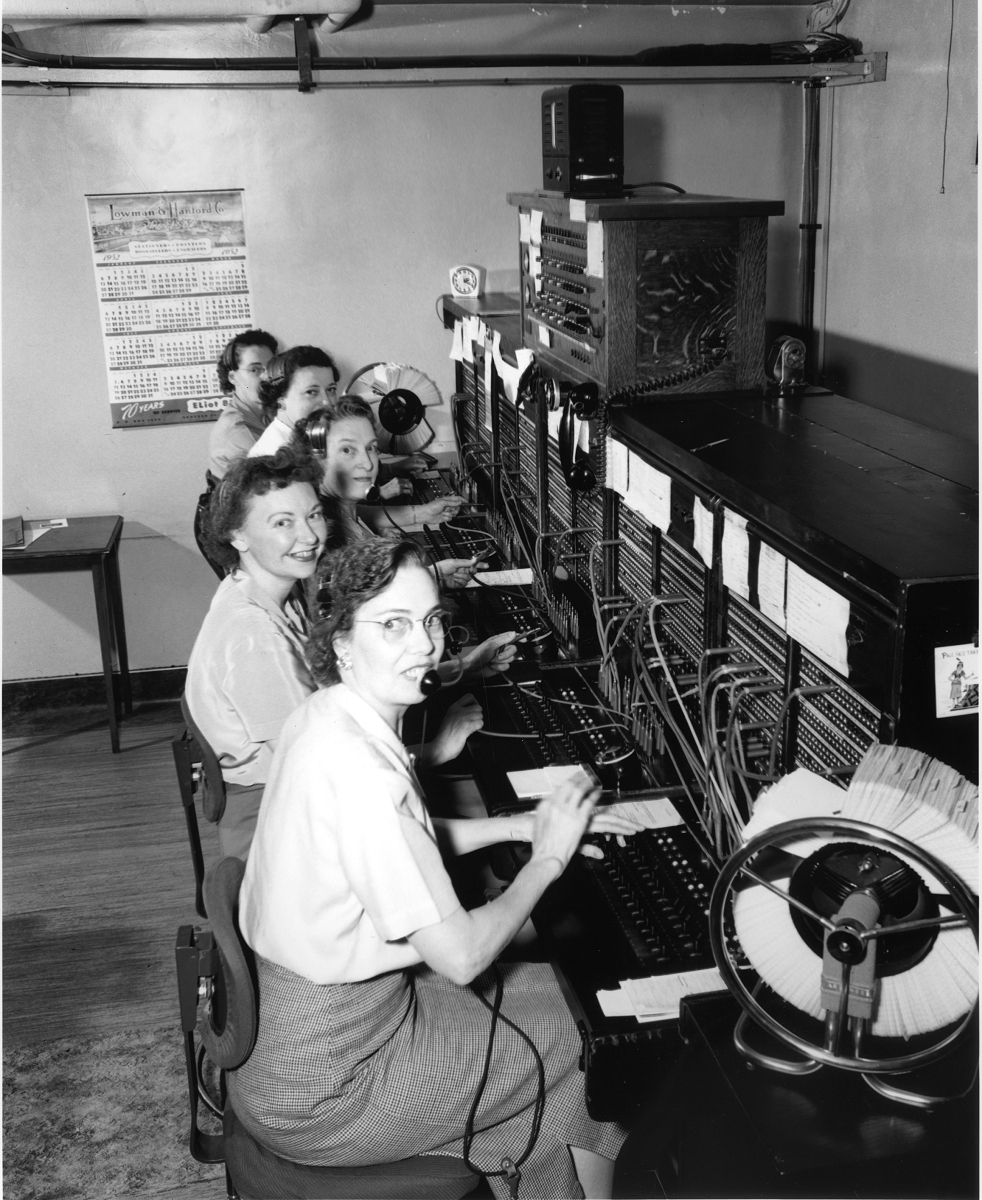
1952年的美國接線生。

總機負責操作多電話線的插線接通工作，依據發話端的要求將電話線接到其他線路，故又稱為接線生。在稱謂上，常依不同性別將男性總機稱為「總機先生」、女性總機稱為「總機小姐」。隨著電信系統的數位化及自動化，撥電話已不需人工接自動宣讀預錄的語音，再依照發話端所按的分機號碼，自動轉接到該分機。許多具有語音辨識功能的自動總機，可以在發話端不知道分機號碼時，辨識發話者說的人名，再轉接到對應分機，大大減低了總機的工作負擔。
1878年1月，乔治·威拉德·克罗伊（George Willard Croy）开始在波士顿电话调度公司（Boston Telephone Dispatch）工作，他也成为世界上第一位电话接线员。

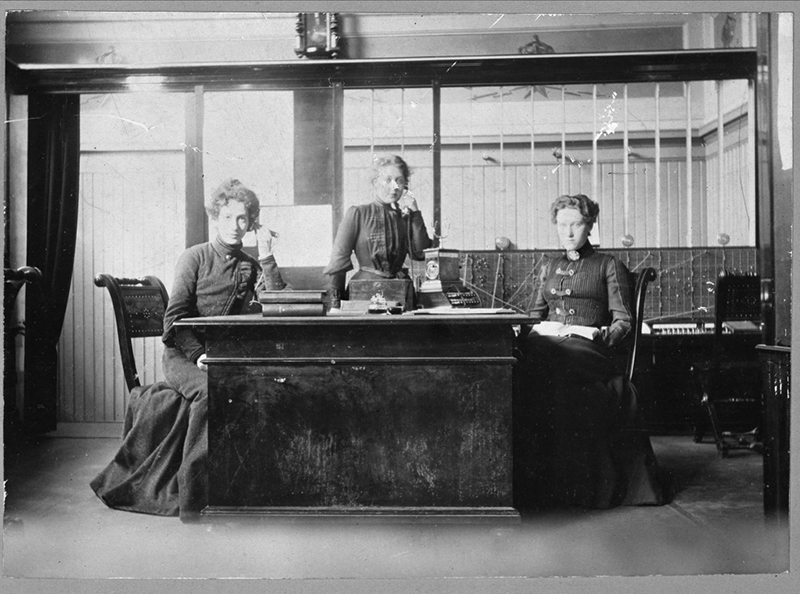
瑞典斯德哥尔摩电话局的电话接线员，1902年至1903年。

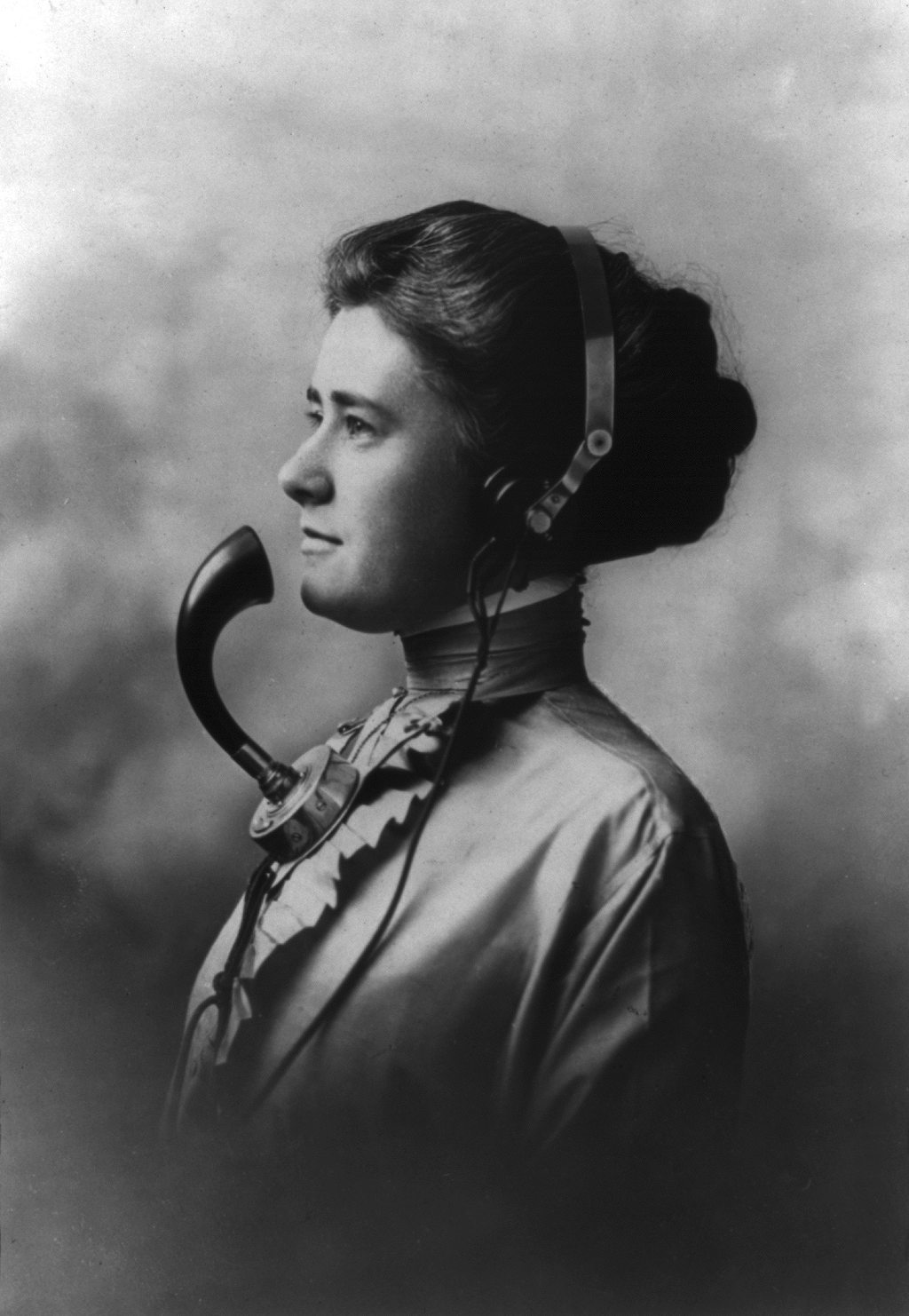
1911年美国电话接线员。

Emma Nutt 在1878年9月1日成为波士顿电话调度公司的第一位女性电话接线员，因为之前的少年男孩们作为接线员的态度和行为是不可接受的。 Emma被Alexander Graham Bell雇佣，据报道，她能记住新英格兰电话公司电话簿中的每个号码。 由于种种原因，越来越多的女性开始取代男性从事这个领域的工作。公司观察到女性对呼叫者通常更有礼貌，而女性的劳动力成本相对较低。具体来说，女性的薪水只有男性的一半到四分之一。 在美国，任何由独立拥有的公共电话公司雇用的交换台操作员，其总站数不超过七百五十个，都不受1963年平等薪酬法案的约束。
Harriot Daley 在1898年成为美国国会大厦的第一位电话交换台操作员。
Julia O'Connor，一位前电话操作员，领导了1919年的电话操作员罢工和1923年的电话操作员罢工，代表IBEW电话操作员部门争取更好的工资和工作条件。 在1919年的罢工中，经过五天的谈判，邮政总局局长伯勒森同意在工会和电话公司之间达成协议，为操作员提高薪资，并承认了集体谈判权利。 然而，1923年的罢工在不到一个月的时间内被取消，没有实现任何目标。
1983年，在缅因州的Bryant Pond，Susan Glines成为手摇电话的最后一位交换台操作员，当时该交换被改造。 手动中央交换台在农村地区继续运营，例如加利福尼亚州科曼，直到1991年，但这些是没有手摇发电机的中央电池系统。 和新南威尔士州瓦纳林，直到1991年，但这些都是没有手摇发电机的中央电池系统。